# تپه تیموری سوری علیا
تپه تیموری سوری علیا مربوط به عصر مس است و در شهرستان سلسله، بخش فیروزآباد، دهستان فیروزآباد، روستای تیمور سوری علیا از توابع ایل کولیوند واقع شده و این اثر در تاریخ ۲۸ اسفند ۱۳۸۵ با شمارهٔ ثبت ۱۸۸۰۴ به‌عنوان یکی از آثار ملی ایران به ثبت رسیده است.تیمورسوری علیا یا ده کیکاووس یا به گفته اهالی ده کیکه، روستایی از توابع بخش فیروزآباد شهرستان سلسله در استان لرستان ایران که اکثریت اهالی آن از  طایفه پیرحیاتی تیره اصلانشاهی کولیوند می باشند اما اقلیتی از طایفه های سوری و باباعلی نیز در گذشته در آن جا سکنی گزیده اند. بزرگ منطقه فردی به نام اسماعیل خان شعبانی یا (اسماعیل خون کیکه) بوده است که فردی دست و دل باز و مهمان نواز بوده که در دهه 60 هجری شمسی دارفانی را وداع گفته است
این روستا که به صورت محلی ده کیکه نامیده می شود که برگفته از نام کیکاوس جد اهالی روستا می باشد. فرزندان کیکاوس شامل سبز علی ، شعبان علی، ایمان علی، فتحعلی و صفر علی می باشند. زمین های روستای تیمورسوری (ده کیکه) توسط ایمان علی کیانی و برادرانش در زمان رضاخان خریداری شده و بنای اولیه روستا ایجاد گردید است. سپس خانواده های تقی پور، مومنی و دارابیان در آنجا ساکن شدند. این روستا در حال حاضر حدود ۲۵۰ نفر سکنه دارد. شغل اکثر سکنه روستا کشاورزی و دامداری می باشد.
حاج اسماعیل خان شعبانی بزرگ روستا و از معتمدین شهر الشتر و ایل کولیوند در این روستا سکنا داشته است.